# 19762 Лакраудер
19762 Лакраудер (19762 Lacrowder) — астероїд головного поясу, відкритий 6 травня 2000 року.
Тіссеранів параметр щодо Юпітера — 3,558.